# Rue d'Armenonville
Pour les articles homonymes, voir Armenonville.
La rue d'Armenonville est une voie du 17e arrondissement de Paris, en France.

## Situation et accès
La rue d'Armenonville est une voie publique située dans le 17e arrondissement de Paris. Elle débute au 14, rue Gustave-Charpentier et se termine rue d'Armenonville à Neuilly-sur-Seine.

## Origine du nom

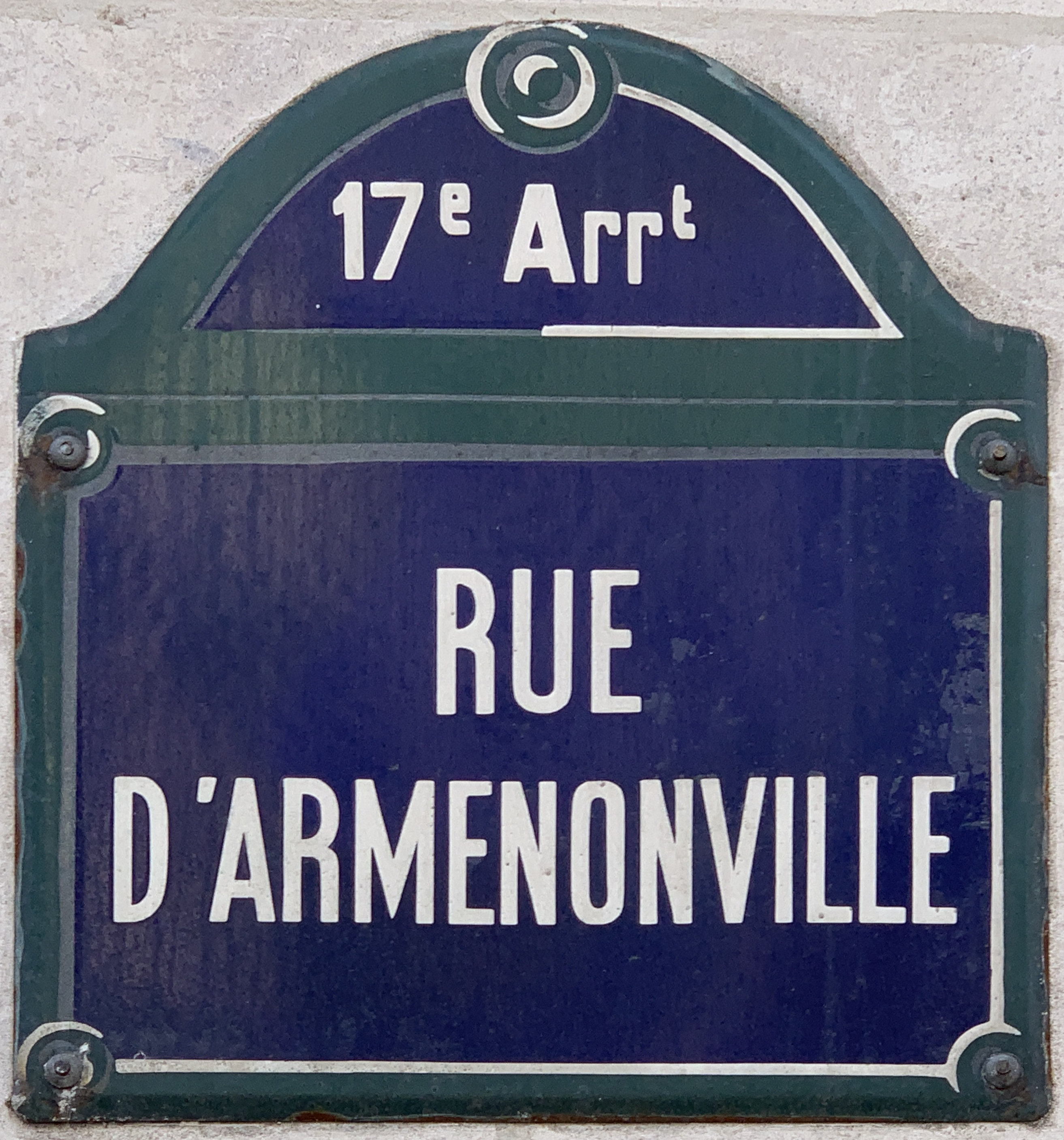
Plaque de la rue.

Elle porte le nom d'un lieu-dit.

## Historique
Cette rue, qui continue sur le territoire de la commune de Neuilly-sur-Seine, a été partiellement classée dans la voirie de Paris lors de l'annexion à Paris par décret du 18 avril 1929.
Cette rue a été représentée par la série photographique 6 mètres avant Paris réalisée par Eustachy Kossakowski en 1971.